# Mark 81 (bombe)
La Mark 81 (Mk. 81) est une bombe dite d'usage général (à effet de souffle et à fragmentation), non guidée et à faible traînée, d'une masse de 119 kg.

## Historique
Elle fait partie de la famille de bombes américaines Mark 80, développées dans les années 1950. En 2014, l'unique fabricant de corps de bombe de la série Mark 80 est General Dynamics et elle est toujours en service en 2024.

## Caractéristiques
En explosant, la Mk. 81 génère plus de 5 000 fragments qui s'éparpillent dans un rayon de 1 000 m.
Elle peut être transformée en bombe guidée.